# استبعاد اجتماعي

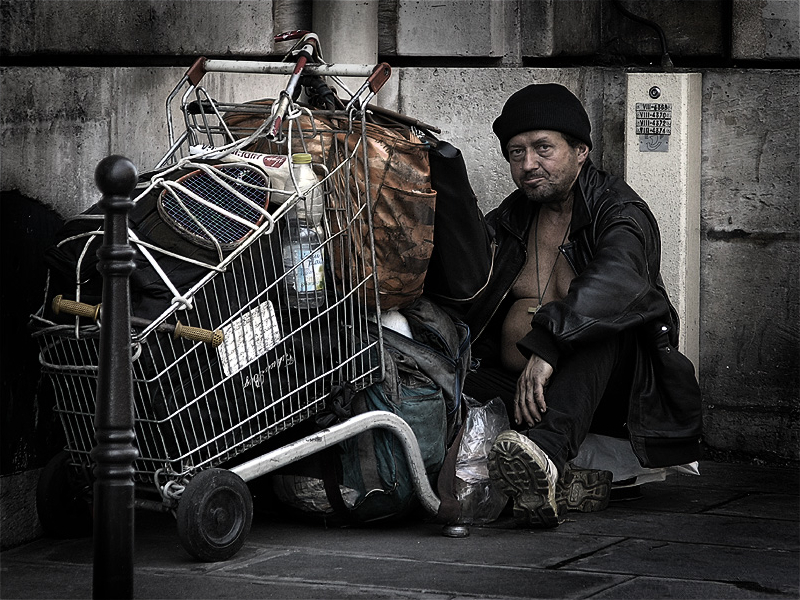

استبعاد الاجتماعي كما يُعرف باسم تهميش الاجتماعي هو الحرمان الاجتماعي والإبعاد على هامش المجتمع. وهو مصطلح يستخدم على نطاق واسع في أوروبا واستخدم للمرة الأولى في فرنسا. ويتم استخدامه في مختلف التخصصات بما في ذلك التعليم وعلم الاجتماع وعلم النفس والسياسة والاقتصاد. كما يمكن تعريفه بأنه عملية منع الأفراد بشكل منهجي من (أو رفض الوصول الكامل إلى) مختلف الحقوق والفرص والموارد التي تتوفر عادة لأعضاء مجموعة مختلفة، والتي هي أساسية لتحقيق التكامل الاجتماعي ضمن تلك المجموعة المعينة (على سبيل المثال السكن، والعمل، والرعاية الصحية، والمشاركة المدنية، والمشاركة الديمقراطية، والإجراءات القانونية الواجبة).
نتائج الاستبعاد الاجتماعي هي أن الأفراد أو المجتمعات المتضررة يمنعون من المشاركة الكاملة في الحياة الاقتصادية والاجتماعية، والسياسية للمجتمع الذي يعيشون فيه.

## استبعاد الأفراد
«الإنسان المهمش...من حكم عليه بالعيش في مجتمعين وثقافتين مختلفتين تحملان قدرًا من العداوة... فيصبح عقله بوتقة تذوب فيها ثقافتان بنقائضهما وعنادهما، وتنصهران معًا جزئيًا أو كليًا».
يؤدي التهميش الاجتماعي على المستوى الفردي إلى استبعاد الفرد من المساهمات الاجتماعية ذات المغزى. يمثل استبعاد الأمهات العازبات من نظم الرعاية الاجتماعية قبل إصلاحه في تسعينيات القرن الماضي أحد الأمثلة الصريحة على ذلك. يستند نظام الرعاية الاجتماعية الحديث إلى مفهوم استحقاق الوسائل الأساسية لتكوين أفراد منتجين في المجتمع باعتبار ذلك وظيفةً عضوية للمجتمع وتعويضًا عن المجهود الاجتماعي الإيجابي المقدم.
لا تعتمد مساهمة الأمهات العازبات في المجتمع على التوظيف الرسمي، بل على مفهوم أن توفير الرعاية الاجتماعية للأطفال نفقة اجتماعية ضرورية. يُنتقص من قيمة رعاية الأطفال في بعض السياقات المهنية ويُنظر إلى الأمومة على أنها عائق للتوظيف. هُمشت الأمهات العازبات سابقًا رغم دورهن المهم في التنشئة الاجتماعية للأطفال نتيجة الفكرة التي تقول إن الفرد لا يستطيع المساهمة في المجتمع بشكل فعال إلا من خلال العمل المربح إضافةً للانزياح الثقافي ضد الأمهات العازبات.
أوعز إلى الآباء سابقًا مهمة وحيدة تتمثل في إعالة العائلة، وبذلك كان تهميشهم يستند أساسًا إلى الظروف الطبقية. أدت حالات الأبوة الوحيدة إلى وضع مهام إضافية على عاتق الرجل لأن المجتمع أصبح أقل تقبلًا للذكور المتهربين من العمل ونقص أو انعدام تقبل الآباء العازبين في المجتمع.
يمكن ملاحظة الاعتراف بحاجات الآباء التشاركيين بالاطلاع على التغيرات التي طرأت على التقرير السريري الأصلي الذي يدرس دور الآباء، والمنشور من قبل أكاديمية أطباء الأطفال الأمريكيين في مايو 2004، وأحد الأمثلة الجيدة على ذلك منح عطلة أبوة لمدة 8 أسابيع.
يملك المراعون الصحيون لصحة الطفل فرصة تطبيق تأثير أكبر على الطفل وبنية العائلة عبر دعم الآباء وتعزيز أدوارهم.
اتسع نطاق مواجهة النساء للاستبعاد الاجتماعي. ترى موسا-ميسا الحركة النسوية الغربية رد فعل مباشر على تهميش النساء البيض في المجتمع. استثنيت النساء من القوى العاملة ولم تُعر أي قيمة لعملهن في المنازل. احتجت النسويات بوجوب المساواة بين الرجال والنساء في المشاركة في القوى العاملة في القطاعين العام والخاص وفي الواجبات المنزلية، وركزن أيضًا على قوانين العمل لزيادة إتاحة فرص التوظيف واعتبار تربية الأطفال نمطًا قيمًا من العمل. لا تزال النساء تعانين من التهميش من المناصب التنفيذية وانخفاض الدخل مقارنة بالرجال في مناصب الإدارة العليا في بعض الأماكن.
يمثل استبعاد الأفراد المصابين بالعجز من القوى العاملة أحد الأمثلة الأخرى على التهميش. يناقش غراندز وجهة نظر الموظف حول توظيف الأفراد العاجزين معتبرًا أنها تؤثر سلبًا على الإنتاجية وتزيد معدل التهرب الوظيفي، وتسبب زيادة الحوادث في أماكن العمل. يناقش كانتور أيضًا مخاوف الموظفين من تكلفة استيعاب العاجزين المرتفعة. يشيع حاليًا تهميش العاجزين رغم التشريعات التي تميل إلى منع ذلك في أغلب البلدان الغربية، ورغم الإنجازات الأكاديمية والمهارات والتدريب الذي حاز عليه العديد منهم.

هناك حاليًا تهميش لمثليي الجنس من الذكور والإناث والمتحولين جنسيًا وثنائيي الجنس، أي مجتمع الميم بأكمله بسبب توجهاتهم الجنسية وهويتهم الجندرية وخصائصهم الجنسية. تقول مبادئ يوغياكارتا أن على الدول والمجتمعات إلغاء أي صورة نمطية حول مجتمع الميم علاوةً على أدوارهم الجندرية المنمطة.
«يشيع الانعزال في أغلب المجموعات المهنية أو الدينية أو الثقافية في المدن الكبرى، وكل منها يطور ميوله وتوجهاته ورموزه وحتى كلماته الخاصة، وهي في أفضل أحوالها تصل معانيها جزئيًا للمجموعات الأخرى وحسب».

## استبعاد المجتمع
تعاني العديد من المجتمعات من الاستبعاد الاجتماعي، مثل المجتمعات العرقية (استبعاد السود) (حظر المساس أو الطبقات المنخفضة أو المنبوذين في النظام الطبقي الهندي) والمجتمعات الاقتصادية (مثل الغجر).
تُعد مجتمعات الأستراليين الأصليين أحد الأمثلة على ذلك، إذ هُمشت هذه المجتمعات نتيجة الاستعمار الذي سلبها أراضيها وأُجبرها على اللجوء إلى الأراضي الفقيرة، فخسرت موارد عيشها واستبعد أفرادها من أسواق العمل وخضعوا لمذابح واسعة مرت دون معاقبة.
خسرت المجتمعات الأصلية ثقافتها وقيمها نتيجة الانحلال القسري، وخسر أفرادها حقوقهم الاجتماعية. ما تزال العديد من المجتمعات الأصلية حاليًا تعاني من التهميش الاجتماعي بسبب تطور الممارسات والسياسات والبرامج التي تحقق احتياجات الشعوب البيض على حساب المجموعات المهمشة وفقًا لشيرلي جي يي. ربط يي أيضًا التهميش مع الأقليات الاجتماعية عندما اعتبر أن مفهوم بياض البشرة يمثل الحفاظ على الأعراف والخطابات السائدة والإجبار عليها. قد يعاني الفقراء القاطنون في عقارات السكن العامة المتهاوية ومناطق الجريمة المرتفعة من الحرمان الاجتماعي.

## المساهمون في الاستبعاد الاجتماعي
هناك العديد من العوامل المساهمة في الاستبعاد الاجتماعي، وأهمها العرق والدخل والحالة الوظيفية والعادات الشخصية والمظهر والتعليم والمعتقدات الدينية والانتماء السياسي.

### العوامل العالمية والبنيوية
تمثل العولمة (الرأسمالية العالمية) والهجرة والرفاه الاجتماعي والسياسة بنًى اجتماعية أوسع قد تعيق إتاحة الموارد والخدمات للأفراد، وينجم عنها استبعاد اجتماعي للأفراد والمجموعات. ساهم زيادة استخدام تقنيات المعلومات وتعهيد الشركات في انعدام الأمان الوظيفي وأحدث فجوة واسعة بين الأغنياء والفقراء.
ناقش ألفونس وجورج وموفات (2007) كيفية تفسير العولمة لانحسار دور الدولة وزيادة دعم «قطاعات الشركات الكبرى الذي نجم عنه لا مساواة جلية وظلم واضح وتهميش للعديد من المجموعات المُضعَفة».
استعانت الشركات بتعاقدات خارجية، وخسر العديدون وظائفهم، واستمرت تكاليف المعيشة بالارتفاع، وصادرت الشركات الكبرى الأراضي. بدأت صناعة السلع المادية بوفرة وبيعت بأسعار منخفضة، بينما في الهند انخفض خط الفقر بسبب التستر على عدد الأفراد القابعين تحت خط الفقر فعليًا نتيجة العولمة.
فاقمت العولمة والقوى البنيوية من حدة الفقر واستمرت بتهميش الأفراد ضمن المجتمع، بينما لم تعالج الحكومات والشركات الكبرى هذه القضايا.
قد تسبب بعض اللغات والمعاني المرتبطة بها تعميم الخطابات التي طغت عليها روح العالم الغربي، وهذا ما وصفته سيبول عام 2006 بأنه «قد يحلل أو حتى يبيد الثقافات والتقاليد المحلية وينكر الحقائق ذات السياق المحدد». يقتضي كلام سيبول أن تأثير الخطابات العالمية السائدة قد يسبب انزياحًا فرديًا وثقافيًا ويسيء إلى الأمان الجنسي.
قد يسبب انعدام الأمن والخوف من المستقبل المجهول وعدم الاستقرار الانزياح والاستبعاد والاندماج القسري في المجموعات المسيطرة، وبالنسبة للعديدين، يدفعهم ما سبق إلى هوامش المجتمع ويستقطب أفرادًا جددًا إلى ضواحي المدن بسبب الرأسمالية العالمية والخطابات السائدة.
نرى الآن ارتفعًا في معدلات الهجرة بسبب انتشار المفهوم السائد للعولمة، فالعالم يصبح أصغر مع انتقال ملايين الأفراد إلى أماكن جديدة كل عام. لا يخلو هذا من المشقة والصراع الذي يعيشه أي وافد جديد رغم أمله ببدء حياة جديدة تحمل فرصًا جديدةً. ناقش فيرغسون ولافليت وويتمور عام 2005 ارتباط الهجرة القوي مع الحصول على برامج دعم الرعاية الاجتماعية. يصطدم القادمون الجدد باستمرار بعجزهم عن الوصول إلى موارد البلاد لأنهم يُعتبرون «أجانب غير مستحقين»، وهذا يؤدي إلى نكران حقهم في الاستفادة من الإسكان العام وميزات الرعاية الصحية وخدمات الدعم الوظيفي وميزات الأمن الاجتماعي. يُعد القادمون الجدد غير مستحقين لهذه الميزات، وعليهم إثبات استحقاقهم لاكتساب ضروريات الدعم الأساسية هذه. من الواضح أن الأفراد يتعرضون للاستغلال والتهميش ضمن البلاد التي هاجروها.
تستطيع دول الرفاهية والسياسات الاجتماعية أيضًا استثناء الأفراد من الأساسيات الضرورية وبرامج الدعم. من المفترض أن تساعد مدفوعات الرعاية الاجتماعية الأفراد على الوصول إلى مقدار ضئيل من الرفاه المادي وفقًا ليونغ. ناقش يونغ أيضًا الظلم الناجم عن توفير الرفاه بحد ذاته عبر حرمان أولئك المعتمدين عليه من الحقوق والحريات التي يمتلكها الآخرون، فالتهميش غير عادل لأنه يعيق فرصة ممارسة القدرات بطرق محددة ومتعارف عليها اجتماعيًا.
هناك فكرة تقول إن تقديم مقدار ضئيل من دعم الرعاية الاجتماعية يحرر الأفراد من أغلال التهميش، وفي الحقيقة، تؤدي برامج دعم الرعاية الاجتماعية إلى ظلم يحد من بعض السلوكيات ويلزم الفرد بوكالات أخرى. يُجبر الفرد على الدخول ضمن نظام جديد من القواعد مواجهًا الوصمة الاجتماعية والصورة النمطية التي تفرضها المجموعات المهيمنة، وبالتالي تزيد من التهميش واستبعاد الأفراد.
تعكس سياسة المجتمع ومخصصات الرعاية الاجتماعية المفاهيم السائدة في المجتمع عبر تشكيل فئات معينة من البشر ودعمها وتزويدها بالاحتياجات المطلوبة. تتجاهل هذه السياسة جوهر الإنسان الذاتي الفريد وتتابع مسيرها ضمن حلقة الهيمنة المستمرة.

## الاندماج الاجتماعي
الاندماج الاجتماعي، وهو عكس الاستبعاد الاجتماعي، أي العمل الإيجابي لتغيير الظروف والعادات التي تؤدي إلى (أو أدت إلى) الإقصاء الاجتماعي. ويعرف البنك الدولي الاندماج الاجتماعي باعتباره عملية تحسين القدرة والفرصة وكرامة الناس، المحرومين على أساس هويتهم، للمشاركة في المجتمع.
وقد تم تعيين وزراء للإدماج الاجتماعي، وإنشاء وحدات خاصة بذلك، في العدد من الدول. وكان أول وزير للإدماج الاجتماعي رئيس وزراء جنوب أستراليا مايك ران، الذي تولى وزارة في عام 2004.